# Israel e o terrorismo patrocinado pelo Estado
O Estado de Israel tem sido acusado de praticar terrorismo patrocinado pelo Estado [en], bem como de cometer atos de terrorismo de Estado diariamente nos territórios palestinos. Países que condenaram o papel de Israel como perpetrador de terrorismo patrocinado pelo Estado ou terrorismo de Estado incluem Bolívia, Irã, Líbano, Omã, Arábia Saudita, Síria, Turquia, e Iêmen.
Um exemplo inicial de terrorismo patrocinado pelo Estado por Israel foi o Caso Lavon de 1954, um plano fracassado de bombardeios no Egito que levou à renúncia do ministro da defesa israelense na época. Nas décadas de 1970 e 1980, Israel também foi um grande fornecedor de armas para regimes ditatoriais na América do Sul, na África Subsaariana e na Ásia. No século XXI, Israel foi acusado de patrocinar e apoiar vários grupos terroristas como parte do conflito por procuração Irã-Israel.

## Atentados de Bagdá de 1950–51
Os atentados de Bagdá de 1950–1951 referem-se a uma série de ataques a alvos judaicos em Bagdá, Iraque, entre abril de 1950 e junho de 1951. Há uma disputa sobre a verdadeira identidade e os objetivos dos responsáveis pelos atentados, e essa questão permanece sem resolução.
Dois ativistas do movimento sionista clandestino no Iraque foram considerados culpados por um tribunal iraquiano por alguns dos atentados e foram condenados à morte. Outro foi sentenciado à prisão perpétua, e mais dezessete receberam longas penas de prisão. As alegações contra agentes israelenses tinham "amplo consenso" entre os judeus iraquianos em Israel. Muitos dos judeus iraquianos em Israel, que viviam em condições precárias, atribuíam suas dificuldades e infortúnios aos emissários sionistas israelenses ou ao movimento sionista clandestino no Iraque. A teoria de que "certos judeus" realizaram os ataques "para chamar a atenção do governo de Israel para a situação dos judeus" foi considerada "mais plausível do que a maioria" pelo Foreign Office britânico. Telegramas entre os agentes do Mossad em Bagdá e seus superiores em Tel Aviv dão a impressão de que nenhum dos grupos sabia quem era responsável pelos ataques. Israel negou consistentemente qualquer envolvimento nos atentados.

## Caso Lavon de 1954

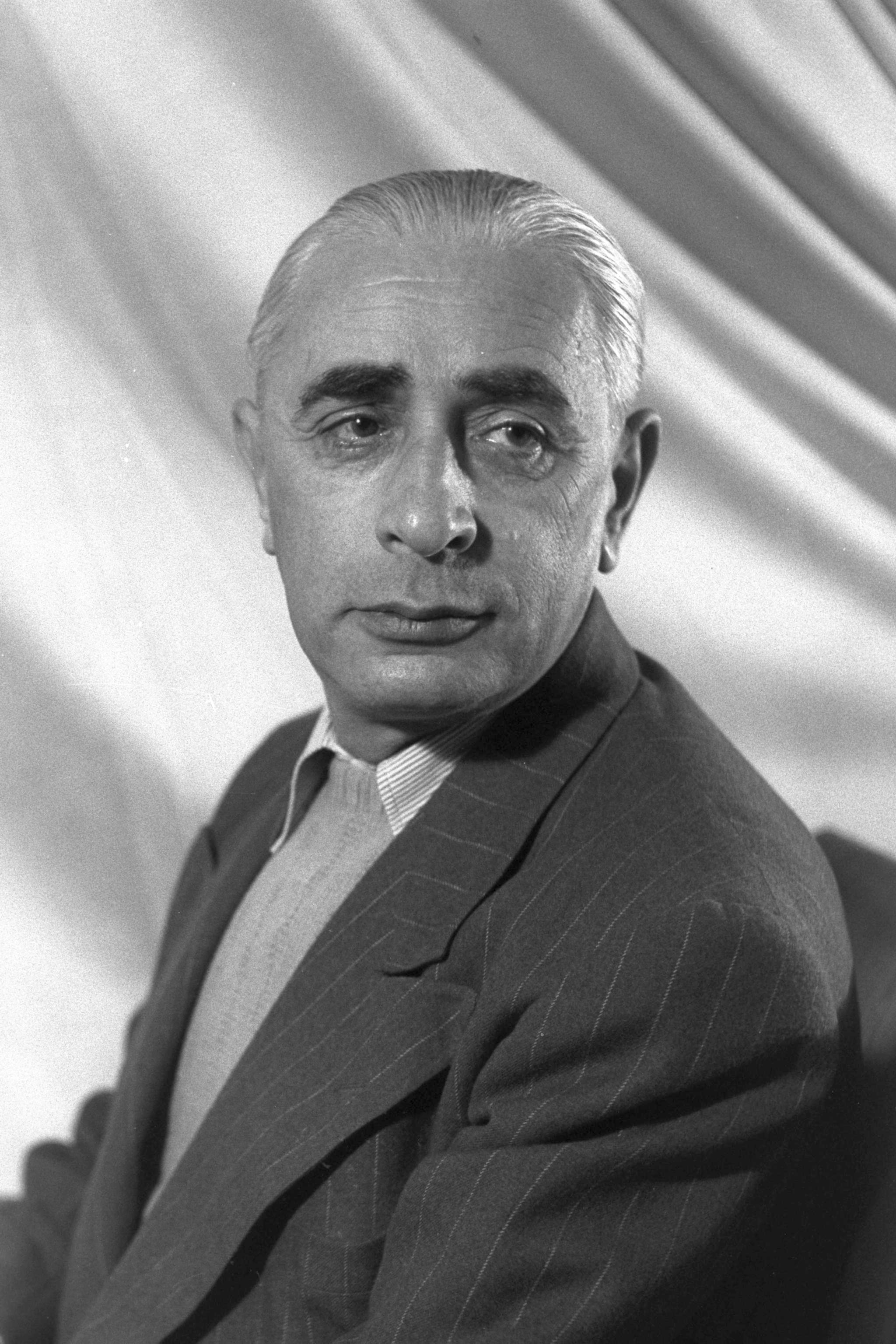
Ministro da Defesa de Israel Pinhas Lavon.

O "Caso Lavon" foi uma operação israelense secreta [en] mal-sucedida, codinome "Operação Susannah", conduzida no Egito no verão de 1954. Como parte da operação de bandeira falsa, um grupo de judeus egípcios foi recrutado pela inteligência militar de Israel para plantar bombas em alvos civis pertencentes a egípcios, americanos e britânicos, como cinemas, bibliotecas e centros educacionais americanos. Os ataques seriam atribuídos à Irmandade Muçulmana, a comunistas egípcios, "descontentes não especificados" ou "nacionalistas locais", com o objetivo de criar um clima de violência e instabilidade suficiente para induzir o governo britânico a manter suas tropas de ocupação na zona do Canal de Suez. As explosões foram programadas para ocorrer várias horas após o horário de fechamento, não causando fatalidades. No entanto, um operativo morreu quando uma bomba que ele levava para um cinema detonou prematuramente em seu bolso. Além disso, dois operativos cometeram suicídio após serem capturados, e outros dois foram julgados, condenados e executados pelo Egito.
A operação ficou conhecida como o "Caso Lavon". Após o incidente, o ministro da defesa de Israel, Pinhas Lavon [en], foi forçado a renunciar. Embora Israel tenha negado qualquer envolvimento na operação por 51 anos, os membros sobreviventes foram homenageados pelo presidente de Israel, Moshe Katzav [en], em 2005. A operação é citada como um estudo de caso em estudos críticos sobre terrorismo.

## Aterrissagem forçada de avião civil sírio em 1954
Em 12 de dezembro, a Força Aérea de Israel interceptou um avião civil sírio e o forçou a pousar no Aeroporto de Lod, onde os passageiros foram detidos por dois dias. O avião Dakota da Syrian Airways (Compagnie Arienne Syrienne), que voava de Damasco para o Cairo com cinco passageiros e cinco tripulantes, foi interceptado por dois caças israelenses que ordenaram a mudança de curso e o pouso, segundo uma declaração síria, ameaçando abrir fogo. Os passageiros detidos incluíam Cherif Kotmeh, da Embaixada Síria no Cairo, dois outros cidadãos sírios e a esposa de um advogado egípcio. Esses estrangeiros foram posteriormente levados às respectivas fronteiras e libertados. Um empresário americano foi libertado imediatamente.
As autoridades israelenses alegaram que a aeronave entrou no espaço aéreo de Israel próximo a Acre antes de ser forçada a pousar, enquanto declarações oficiais sírias afirmaram que o avião estava sobre alto-mar. Na ONU, o delegado sírio Ahmed Shukairi denunciou “um ato chocante de agressão”. Reportando ao Comitê de Defesa e Assuntos Externos da Knesset na semana seguinte, o Ministro das Relações Exteriores, Moshe Sharett, declarou que o avião não estava no espaço aéreo israelense, mas apenas em uma área gerenciada pelos controladores de tráfego aéreo de Lod, e que não havia "precedente" para "exigir que um avião pousasse" em tais circunstâncias. O governo sírio alegou imediatamente que a detenção estava relacionada à detenção de cinco soldados israelenses envolvidos em um confronto na fronteira em 8 de dezembro.
Livia Rokach, Kameel Nasr, Noam Chomsky, e Donald Neff descreveram o incidente como sequestro ou terrorismo patrocinado pelo Estado. O historiador de sequestros de aviões Philip Baum concluiu, no entanto, que não se tratava de terrorismo. O diário do Ministro das Relações Exteriores de Israel, Moshe Sharett, afirma que o Chefe do Estado-Maior, Moshe Dayan, pretendia "obter reféns para garantir a libertação de nossos soldados em Damasco". Sharett escreveu ao Ministro da Defesa Lavon que "nossa ação não tinha precedente na história da prática internacional. O que me choca e preocupa é a mentalidade estreita e a falta de visão de nossos líderes militares. Eles parecem presumir que o Estado de Israel pode – ou até deve – agir no âmbito das relações internacionais segundo as leis da selva".

## Apoio militar a ditaduras nos anos 1970–1980
Desde os anos 1970, Israel forneceu apoio militar a uma série de regimes ditatoriais na América do Sul, na África Subsaariana e na Ásia. Penny Lernoux [en] chamou isso de um "quem é quem" dos ditadores. Entre 1970 e 1980, Israel foi responsável por 80% das importações militares em El Salvador antes da Guerra Civil Salvadorenha. Israel também forneceu 100 conselheiros, pilotos para missões de combate e um sistema de computadores para monitorar atividades de resistência no país. Em Guatemala, Israel foi o único fornecedor de armas durante o terror que se seguiu à eleição do General Lucas García em 1978, eventos que incluíram o massacre de Panzós. Na Indonésia, conforme relatado por Noam Chomsky, Israel atuou como proxy dos Estados Unidos, fornecendo aeronaves usadas para massacrar os timorenses no final dos anos 1970.

## Frente para a Libertação do Líbano dos Estrangeiros
Após o massacre de uma família israelense em Nahariya [en] em 1979 por militantes da Frente para a Libertação da Palestina, o Chefe do Estado-Maior das Forças de Defesa de Israel, Rafael Eitan [en], instruiu o general israelense Avigdor Ben-Gal [en] a "matá-los todos", referindo-se à Organização para a Libertação da Palestina (OLP) e seus associados. Com a aprovação de Eitan, Ben-Gal encarregou Meir Dagan [en] de conduzir as operações. As operações, aprovadas pelo Chefe do Estado-Maior, foram mantidas em segredo do Estado-Maior das Forças de Defesa de Israel e de muitos outros membros do governo israelense. David Agmon [en], então chefe do Comando Norte de Israel, foi uma das poucas pessoas informadas sobre suas operações. Operativos libaneses das comunidades maronitas, xiitas [en] e drusos [en] foram recrutados. O objetivo da série de operações era "causar caos entre os palestinos e sírios no Líbano, sem deixar uma impressão digital israelense, para dar-lhes a sensação de que estavam constantemente sob ataque e instilar um senso de insegurança".
A partir de julho de 1981, com um ataque a bomba aos escritórios da Organização para a Libertação da Palestina (OLP) na Rua Fakhani, em Beirute Ocidental, esses ataques foram reivindicados por um grupo chamado Frente para a Libertação do Líbano dos Estrangeiros (FLLF). A FLLF era, por sua vez, uma fachada para agentes israelenses, e matou centenas de pessoas entre 1979 e 1983.
Em setembro de 1981, as operações da Frente consistiam em carros-bomba explodindo regularmente nos bairros palestinos de Beirute e outras cidades libanesas. Ataques particularmente mortais incluem um em 1º de outubro de 1981 em Beirute, que matou 83 pessoas, e outro em 29 de novembro de 1981 em Aleppo, que matou 90. As operações da FLLF cessaram abruptamente pouco antes da invasão israelense do Líbano em junho de 1982, apenas para serem retomadas no ano seguinte: primeiro, um ataque em 28 de janeiro de 1983 contra a sede da OLP em Chtaura [en], no vale de Beqaa controlado pela Síria, matando 35 pessoas, seguido por outro em 3 de fevereiro em Beirute Ocidental, que devastou os escritórios do Centro de Pesquisa da Palestina [en] e deixou 20 mortos, incluindo a esposa de Sabri Jiryis [en]. Um terceiro atentado ocorreu em Baalbek controlado pela Síria em 7 de agosto de 1983, matando cerca de 30 pessoas e ferindo quase 40, seguido por outro em 5 de dezembro de 1983 no bairro de Chyah [en], nos subúrbios do sul de Beirute, que matou 12 pessoas e feriu mais de 80. A FLLF foi dissolvida após 1983.

## Proxiescontra o Irã
Israel e o Irã são inimigos beligerantes. Embora nunca tenham estado em guerra, ambas as nações se esforçam para minar a influência uma da outra na região por diversos meios: diplomáticos, econômicos e militares. Isso inclui o uso de proxies (muitas vezes armados), que facilitam conflitos indiretos entre as potências e, no caso dos proxies iranianos Hamas e Hezbollah, guerra declarada. O governo israelense apoia vários grupos armados em seu conflito com o governo iraniano.
Quatro cientistas nucleares iranianos — Massoud Ali-Mohammadi [en], Majid Shahriari [en], Darioush Rezaeinejad e Mostafa Ahmadi Roshan [en] — foram assassinados entre 2010 e 2012. Outro cientista, Fereydoon Abbasi, foi ferido em uma tentativa de homicídio. Dois dos assassinatos foram realizados com bombas magnéticas fixadas nos carros dos alvos; Darioush Rezaeinejad foi baleado, e Masoud Alimohammadi foi morto em uma explosão de carro-bomba. Segundo um artigo da NBC, dois funcionários americanos anônimos afirmaram que a administração Obama sabia da campanha de assassinatos, mas não tinha "envolvimento direto", enquanto Mohammad-Javad Larijani [en] atribuiu a culpa ao Mujahidin do Povo Iraniano (MEK).
De acordo com um artigo do New York Times, o governo israelense, com conhecimento e apoio do governo dos EUA, assassinou Fakhrizadeh em 27 de novembro de 2020 em uma emboscada rodoviária em Absard [en], usando uma arma autônoma operada por satélite.
De acordo com um relatório de 2012 da Foreign Policy, agentes do Mossad disfarçados de oficiais da Agência Central de Inteligência (CIA) também recrutaram membros do Jundallah — uma organização terrorista sunnita baseada no Paquistão, responsável por assassinar autoridades do governo iraniano e matar mulheres e crianças iranianas — para realizar operações de bandeira falsa contra o Irã, prejudicando as relações de Israel com os Estados Unidos.

## Guerra Civil Síria
Israel forneceu financiamento, armas e assistência médica a rebeldes sírios feridos que cruzavam a fronteira das "Colinas de Golã controladas por Israel"; a maior parte dessa assistência foi destinada à Frente al-Nusra (atualmente Tahrir al-Sham). Aymenn Jawad Al-Tamimi [en] observa que "isso, no entanto, não prova que seja uma política de Israel fornecer tratamento a membros do Hay'at Tahrir al-Sham." Autoridades israelenses afirmaram que fornecem ajuda humanitária a combatentes e civis feridos, independentemente de sua identidade. Um relatório da UNDOF indicou que duas caixas de conteúdo não especificado foram transferidas de Israel para rebeldes sírios e que soldados das IDF se reuniram com rebeldes sírios a leste da fronteira. Acredita-se que Israel compartilhe inteligência com os rebeldes. O ex-chefe da inteligência militar de Israel, Amos Yadlin [en], explicou a lógica de Israel: "Não há dúvida de que o Hezbollah e o Irã são a maior ameaça para Israel, muito mais do que os islamistas sunitas radicais, que também são inimigos."
O chefe do Estado-Maior das FDI, Gadi Eisenkot [en], reconheceu que Israel forneceu armas a grupos rebeldes na Síria.

## Atividades nos territórios ocupados
Após a Guerra de Gaza de 2008–2009, o jurista de direito internacional Richard A. Falk [en] opinou que o alcance dos ataques israelenses era uma extensão da doutrina Dahiya, nomeada após o bombardeio aéreo deliberadamente excessivo do bairro Dahieh [en] no sul de Beirute durante a Guerra do Líbano de 2006, às custas da infraestrutura civil.
Da mesma forma, no conflito de 2008–09, Falk observou que o Relatório Goldstone concluiu que a estratégia israelense foi "projetada para punir, humilhar e aterrorizar a população civil". Falk afirmou: "A infraestrutura civil de adversários como o Hamas ou o Hezbollah é tratada como alvos militares permissíveis, o que não é apenas uma violação flagrante das normas mais elementares do direito de guerra e da moralidade universal, mas uma admissão de uma doutrina de violência que deve ser chamada por seu nome correto: terrorismo de Estado."

## Explosões de pagers no Líbano em 2024
Em 17 e 18 de setembro de 2024, milhares de pagers portáteis e centenas de walkie-talkies destinados ao uso pelo Hezbollah explodiram simultaneamente no Líbano e na Síria em um ataque israelense. O ataque matou pelo menos 42 pessoas, incluindo pelo menos 12 civis, e feriu mais de 3.000.
A vice-primeira-ministra belga Petra De Sutter [en] classificou o incidente como um "ataque terrorista". O Instituto Lemkin para Prevenção de Genocídio [en] condenou o incidente como "ataques terroristas contra o povo libanês". Em declarações oficiais, o ataque também foi classificado como terrorismo pelo Hamas e pelo Irã. Leon Panetta, ex-diretor da CIA, afirmou: "Não há dúvida de que é uma forma de terrorismo." O chefe de assuntos externos da União Europeia, Josep Borrell, condenou o ataque, dizendo que ele foi projetado "para espalhar terror no Líbano".

## Forças Populares
Em junho de 2025, o primeiro-ministro israelense Benjamin Netanyahu admitiu que Israel estava armando um grupo conhecido como Forças Populares, liderado por Yasser Abu Shabab [en], em Rafah, com supostos laços com o ISIS, durante a Guerra de Gaza.